# Amamiclytus setiger
Amamiclytus setiger is een keversoort uit de familie van de boktorren (Cerambycidae). De wetenschappelijke naam van de soort werd voor het eerst geldig gepubliceerd in 2011 door Niisato & Han.